# COROS Wearables Inc
COROS Wearables Inc. — компанія, що спеціалізується на портативних спортивних пристроях. Її основні підрозділи розташовані в Шеньчжені, Китай, де й розміщені відділи досліджень, розробок, виробництва та управління персоналом. Компанія має маркетингову команду в Сполучених Штатах Америки, яка займається глобальним брендингом, комерційним партнерством, тестуванням продукції та розвитком бізнесу в Каліфорнії та Колорадо. Регіональні представництва також існують у Європі, включно з Великобританією.
Компанія спеціалізується на розробці, виробництві та роздрібній торгівлі спеціалізованими спортивними годинниками та велосипедними комп'ютерами із супутниковою навігацією та тривалим часом роботи від одного заряду батареї. В основному вони орієнтовані на такі категорії бігу як трек (стадіон), трейл, шосейний та біг на довгі дистанції. Раніше COROS мав у асортименті розумні велосипедні шоломи із конструктивними особливостями безпеки для гірських, шосейних і міських велосипедистів.

## Історія
15 травня 2018 року компанія COROS випустила свій перший GPS-годинник — годинник PACE, який мав вбудований перший у своєму роді спеціальний режим «Track Mode», розроблений для отримання точного темпу, дистанції та часу під час бігу на стадіоні. Там, де GPS працює недостатньо точно.
Пізніше того ж року компанія випустила годинники APEX у двох розмірах; 42 мм, 46 мм.
У 2020 році COROS випустив PACE 2 — найлегший на той момент GPS-годинник — і оголосив про партнерство з Еліудом Кіпчоге, Еммою Коберн і Десом Лінденом.
Рік потому — Vertix 2, перший годинник із підтримкою GPS L1+L5 та визначенням місцерозташування за всіма наявними супутниковими системами одночасно.

## Підрозділи компанії
Основні підрозділи COROS знаходяться в материковій частині Китаю. Підрозділи та розробки, виробництва та HRM здійснюються штаб-квартирою в Шеньчжені, Китай. Інші філії компанії в Північній Америці та Netherlands BV, які обслуговують Європейську економічну зону (EEA), відповідають лише за глобальний маркетинг за межами Китаю.